# Леонов, Иван Михайлович
Леонов Иван Михайлович (1923—2000) — Герой Советского Союза, старший лётчик 569-го штурмового авиационного полка (199-я штурмовая авиационная дивизия, 4-й штурмовой авиационный корпус, 4-я воздушная армия, 2-й Белорусский фронт), лейтенант.

## Биография
Родился 8 мая 1923 года в селе Беломестная Криуша (ныне — Тамбовский район Тамбовской области) в семье крестьянина. Русский.
Окончил 9 классов и 2 курса автомобильного техникума в Тамбове.
В Красной Армии с июля 1941 года. В 1944 году окончил Тамбовскую военную авиационную школу пилотов. На фронтах Великой Отечественной войны с июня 1944 года.
Лейтенант И. М. Леонов проявил себя в операциях по прорыву укреплённой полосы противника на Бобруйском направлении. Принимал участие в уничтожении окружённой группировки противника на 1-м Белорусском фронте, а также — в прорыве укреплённой полосы противника на Млавском направлении и в уничтожении Восточно-Прусской группировки. Участвовал в Восточно-Померанской операции и в прорыве укреплённой полосы на западном берегу реки Одер.
25 июня 1944 года при штурме артиллерийских позиций противника в районе Большая Кружиновка (Белоруссия) при подходе группы к цели, будучи ведущим в паре, подавил огонь двух зенитных батарей, чем обеспечил выполнение задачи всей группой без потерь.
27 июня группа вылетела в район юго-восточнее Борисова (Минская область) с задачей уничтожить огневую силу и технику противника. В зоне сильного зенитного огня, рискуя своей жизнью, Леонов смело атаковал цель, в результате чего уничтожил 5 автомашин, 3 повозки и 30 солдат и офицеров.
29 июня при штурме автоколонны противника на дороге Березино-Погост (Минская область) группу атаковали два самолёта Ме-109. Леонов отразил атаку одного из них, пытавшегося зайти в хвост ведущего, под сильным зенитным огнём поджёг две автомашины, взорвал цистерну с горючим и уничтожил свыше 10 солдат и офицеров.
13 августа Леонов получил задачу подавить зенитную батарею в районе северо-западнее посёлка Осовец (Кричевский район Могилёвской области), мешавшую обработке цели. Разыскав на опушке леса батарею, он сбросил свой бомбовый груз точно в цель, тем самым обеспечив боевую работу всех групп, работавших по уничтожению отходящих сил противника. В этой атаке получил ранение и с залитым кровью лицом привёл самолёт на свой аэродром.
17 января 1945 года, выполняя задание по уничтожению отходящих сил противника, в районе Ноенбург, Леонов обнаружил колонну автомашин, о чём сообщил по радио ведущему группы. Ведущий принял решение атаковать колонну. В результате группой было уничтожено 15 автомашин. При выполнении задания самолёт Леонова был подбит. На горящем самолёте он перелетел линию фронта и посадил его на своей территории.
Нанося удары по отступающему противнику, Леонов уничтожил две батареи, более 15 автомашин, поджёг склад с горючим.
Старший лётчик 569-го штурмового авиационного полка (199-я штурмовая авиационная дивизия, 4-й штурмовой авиационный корпус, 4-я воздушная армия, 2-й Белорусский фронт) лейтенант Леонов, летая на штурмовике Ил-2, к маю 1945 года совершил 106 боевых вылетов на бомбардировку и штурмовку войск, оборонительных сооружений, нанёс противнику большой урон в живой силе и боевой технике. Им было уничтожено 8 танков, 108 автомашин, 6 паровозов, 120 повозок с военным имуществом и войсками, подожжено 130 вагонов, взорвано 11 складов с горючим и боеприпасами, подавлено 56 артиллерийских батарей, убито и ранено свыше 300 вражеских солдат и офицеров.
С 1957 года майор Леонов — в запасе. Жил в городе Невинномысск Ставропольского края, работал диспетчером автостанции. Участник парада Победы в Москве в 1995 году.
Умер 21 ноября 2000 года. В Невинномысске на доме, где он жил (улица Гагарина, 44), установлена мемориальная доска. Его именем названа улица в городе Черкесск, Карачаево-Черкесская Республика.

## Награды
- Указом Президиума Верховного Совета СССР от 18 августа 1945 года за образцовое выполнение заданий командования и проявленные при этом мужество и героизм, лейтенанту Леонову Ивану Михайловичу присвоено звание Героя Советского Союза с вручением ордена Ленина и медали «Золотая Звезда» (№ 8714).
- Награждён орденом Ленина, тремя орденами Красного Знамени, двумя орденами Отечественной войны 1-й степени, орденом Красной Звезды, медалями.